# Tockholes
Tockholes is een civil parish in het bestuurlijke gebied Blackburn with Darwen, in het Engelse graafschap Lancashire met 478 inwoners.